# Coryphopteris fasciculata
Coryphopteris fasciculata är en kärrbräkenväxtart som först beskrevs av Eugène Pierre Nicolas Fournier, och fick sitt nu gällande namn av Holtt. Coryphopteris fasciculata ingår i släktet Coryphopteris och familjen Thelypteridaceae. Inga underarter finns listade.